# Мудрий Анатолій Васильович
Анатолій Васильович Мудрий (5 вересня 1947, село Рубаний Міст, тепер Лисянського району Черкаської області — 24 червня 1990, місто Дніпропетровськ) — український радянський партійний діяч, бригадир слюсарів-складальників цеху № 10 Дніпропетровського заводу металургійного устаткування. Член ЦК КПУ у 1990 році. 

## Біографія
Народився у родині селянина. Трудову діяльність розпочав у 1965 році пресувальником ремонтно-механічного цеху Дніпропетровського заводу металургійного устаткування. Служив у Радянській армії.
У 1968 році, після демобілізації, повернувся на Дніпропетровський завод металургійного устаткування, де працював слюсарем механоскладальних робіт, майстром, старшим майстром дільниці механічної обробки цеху № 10, бригадиром слюсарів-складальників.
Член КПРС з 1970 року.
У 1972 році, без відриву від виробництва, закінчив Дніпропетровський індустріальний технікум.
Неодноразово обирався членом Ленінського районного комітету КПУ міста Дніпропетровська. Був членом партійного комітету Дніпропетровського заводу металургійного устаткування, членом ради трудового колективу, головою ради бригадирів.
23 червня 1990 року на XXVIII з'їзді КПУ обраний членом ЦК КПУ. Раптово помер 24 червня 1990 року, повертаючись із з'їзду КПУ в Дніпропетровську.

## Нагороди
- орден Жовтневої Революції
- орден Трудового Червоного Прапора
- медалі